# Pathum Wan
Pathum Wan (thaï: ปทุมวัน, API : [pā.tʰūm.wān]) est l'un des 50 khets de Bangkok, Thaïlande.

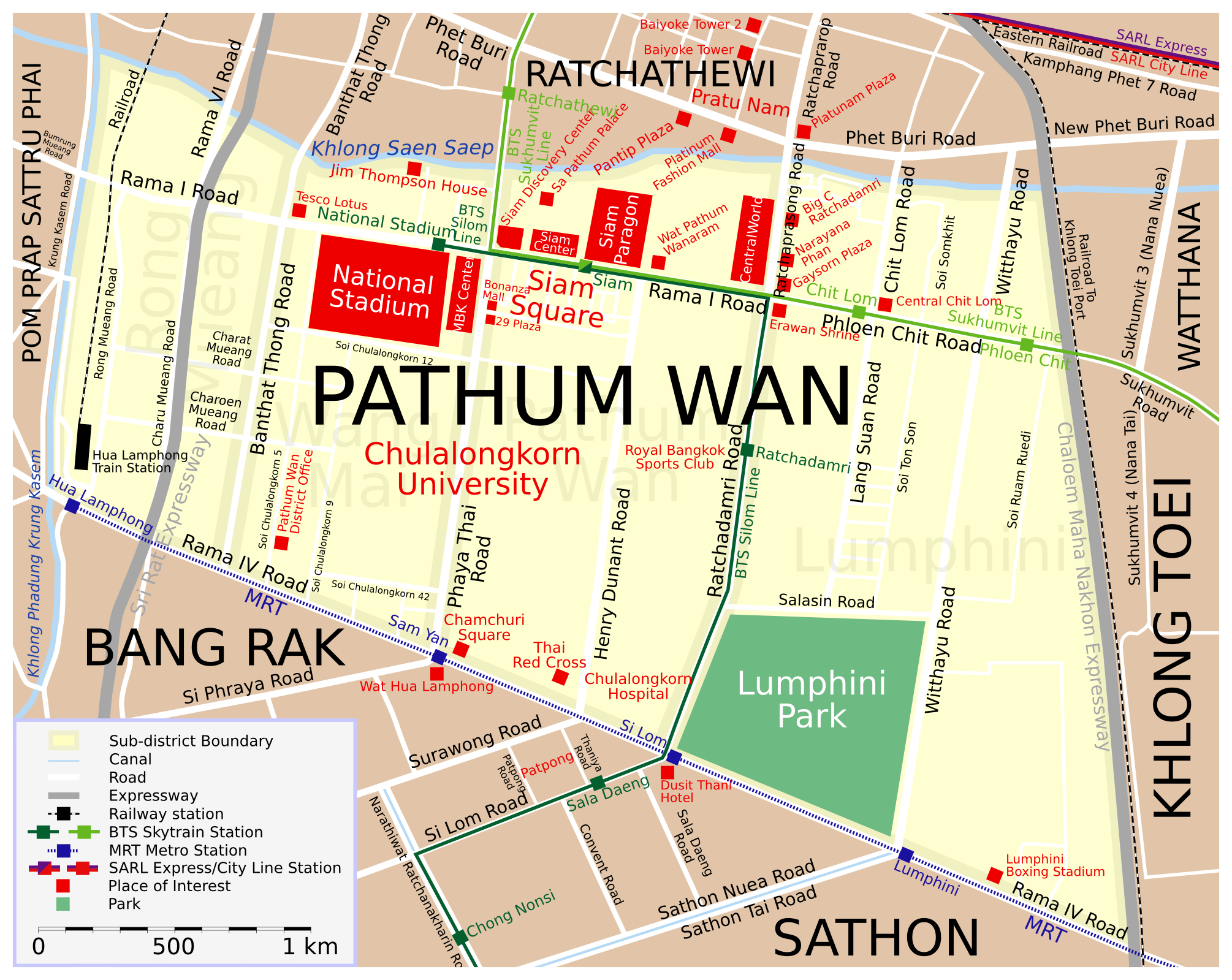
Carte de Pathum Wan

## Points d'intérêt
- Gare Hua Lamphong[1].
- Stade Suphachalasai
- Maison de Jim Thompson
- Université Chulalongkorn, la plus ancienne université de Thaïlande, au cœur de Pathum Wan, où l'on peut visiter de nombreux musées dont  l'Human Body Museum à la faculté de dentisterie et le Muséum d'histoire naturelle à la faculté des sciences[2].
- Queen Saovabha Memorial Institute et la ferme aux serpents[3],[4]
- École de Triam Udom Suksa
- La zone commerciale de Siam Square[5], les centres commerciaux MBK Center, Siam Center, Siam Paragon, Central World etc. et le musée d'art contemporain Bangkok Art and Culture Center
- Sanctuaire d'Erawan et Wat Phatum Wanaram[6]
- Ambassades du Chili, d'Italie, de Finlande, des Pays-Bas, du Royaume-Uni, de Nouvelle Zélande, des États-Unis etc.
- Parc Lumphini et à côté, l'Alliance Française de Bangkok[7],[8],[9] etc.

## Galerie

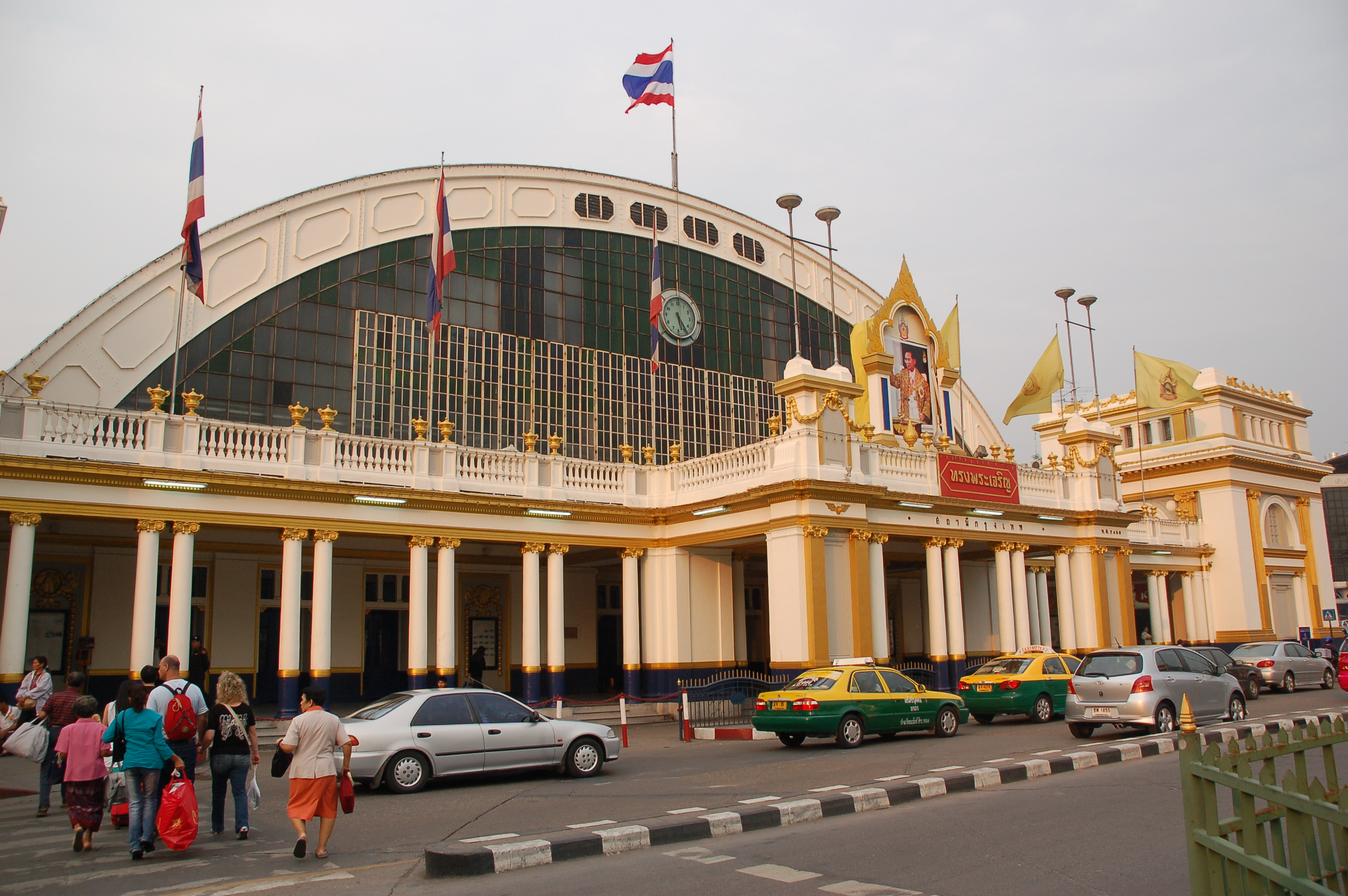
Gare de Hualamphong
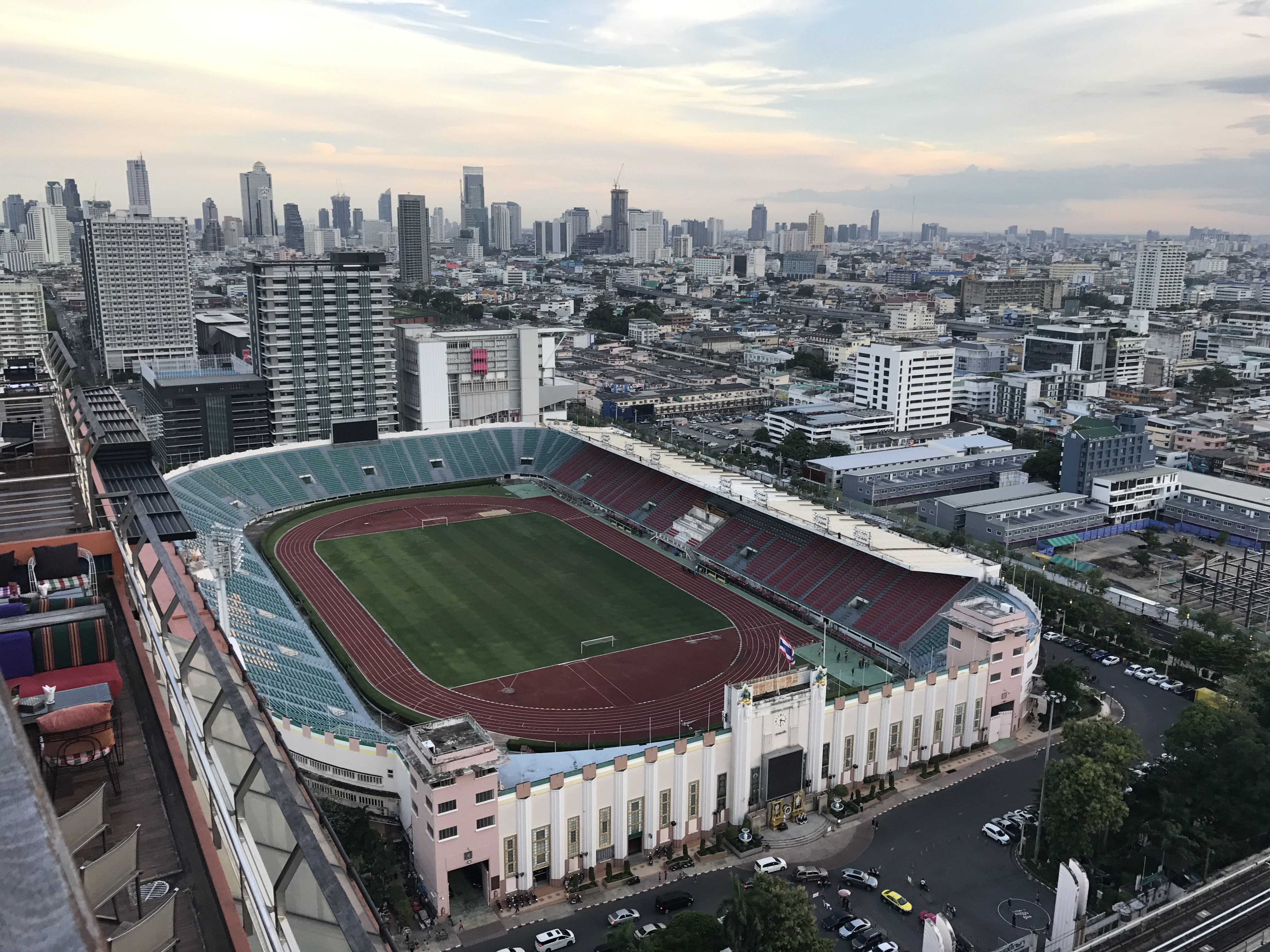
Stade national Suphachalasai
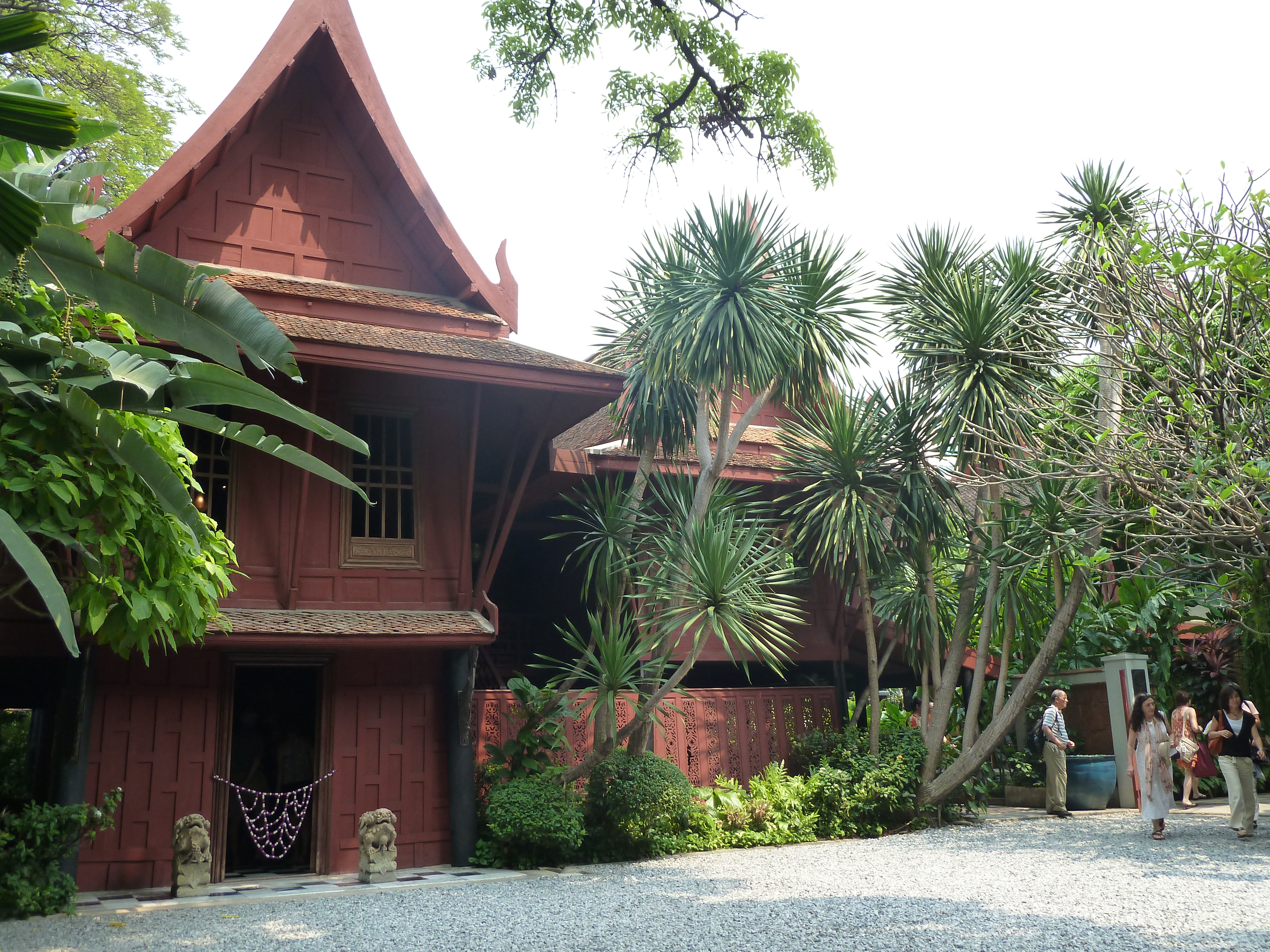
Maison de Jim Thompson
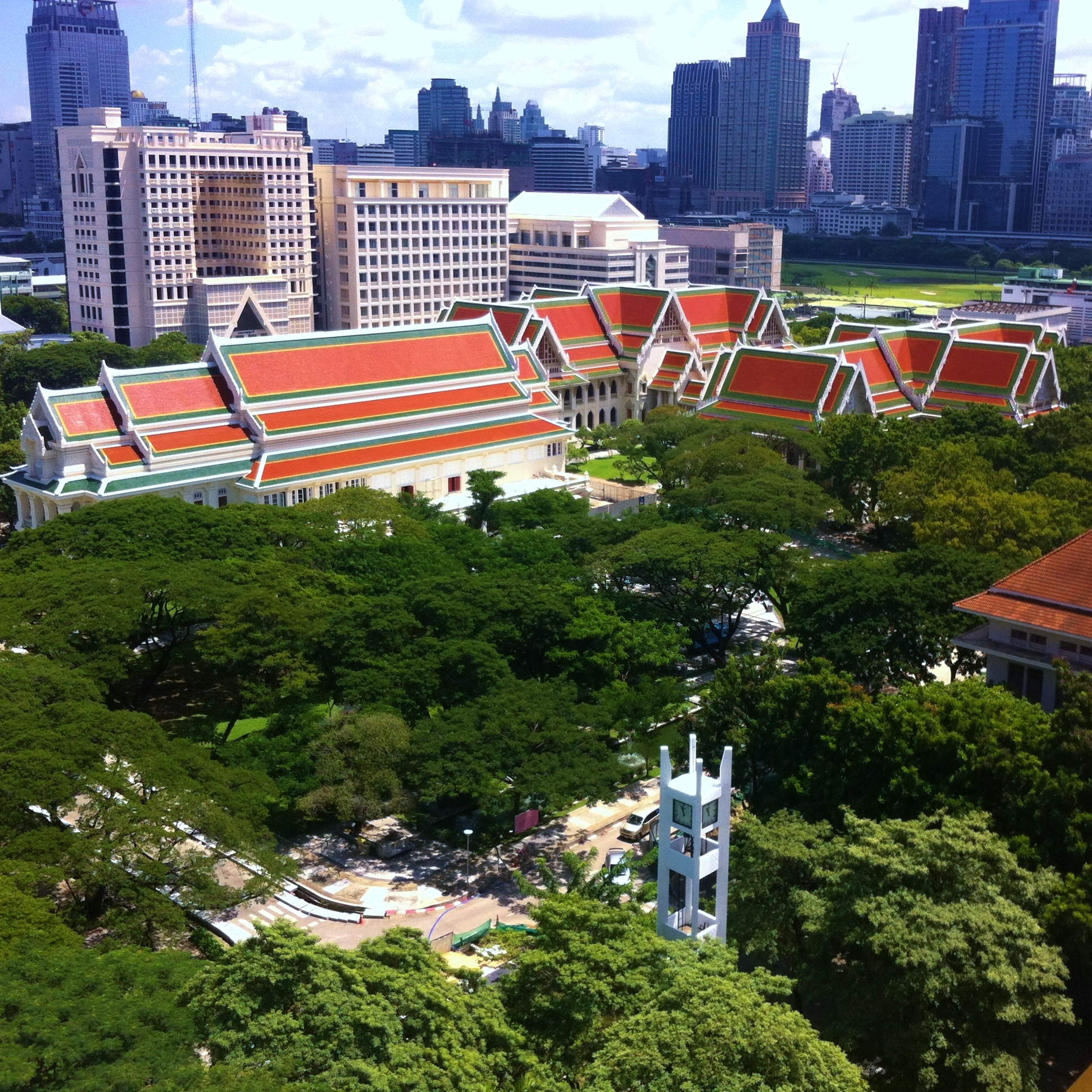
Université Chula, Faculté des arts en haut à gauche
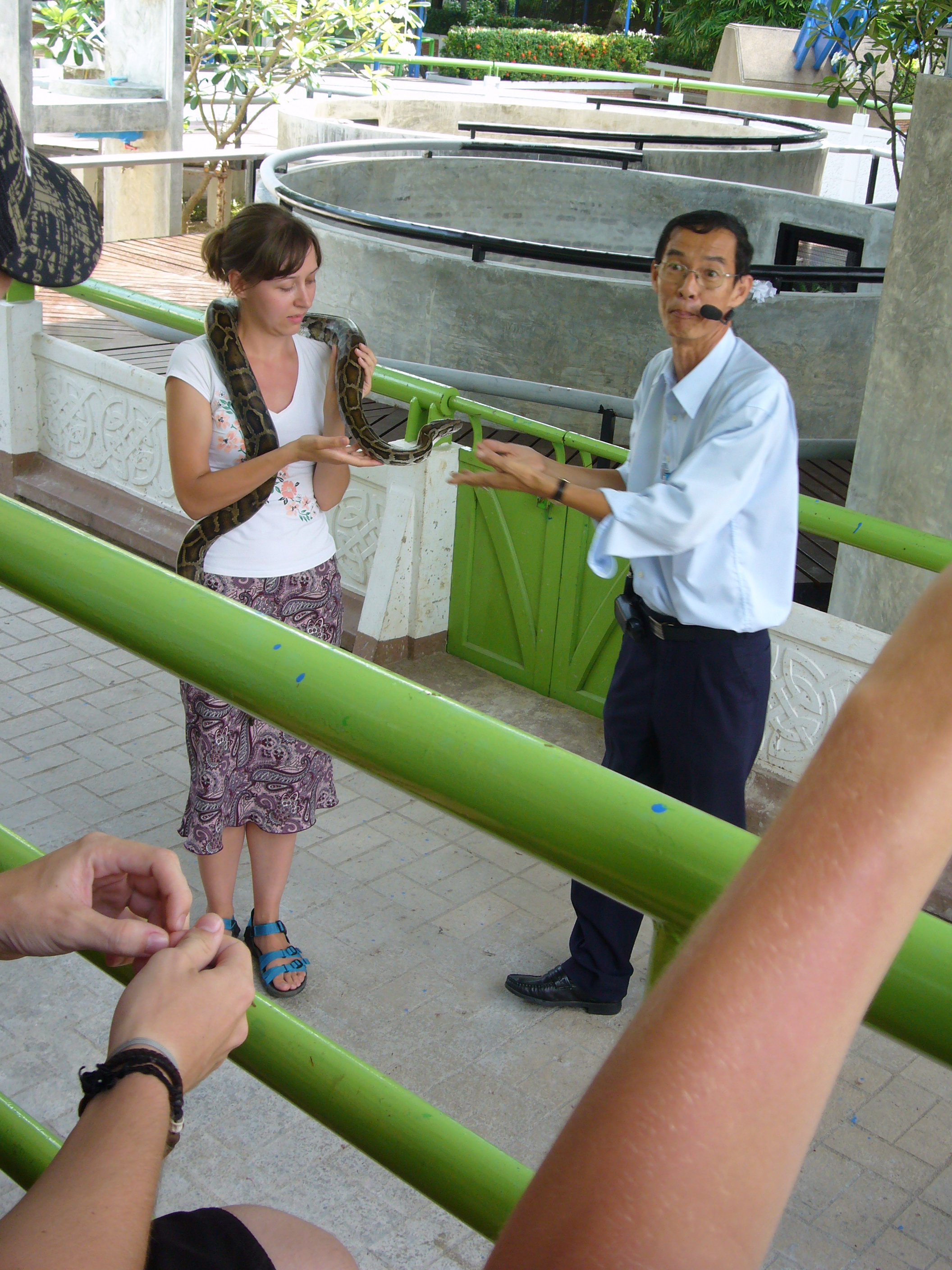
Ferme aux serpents
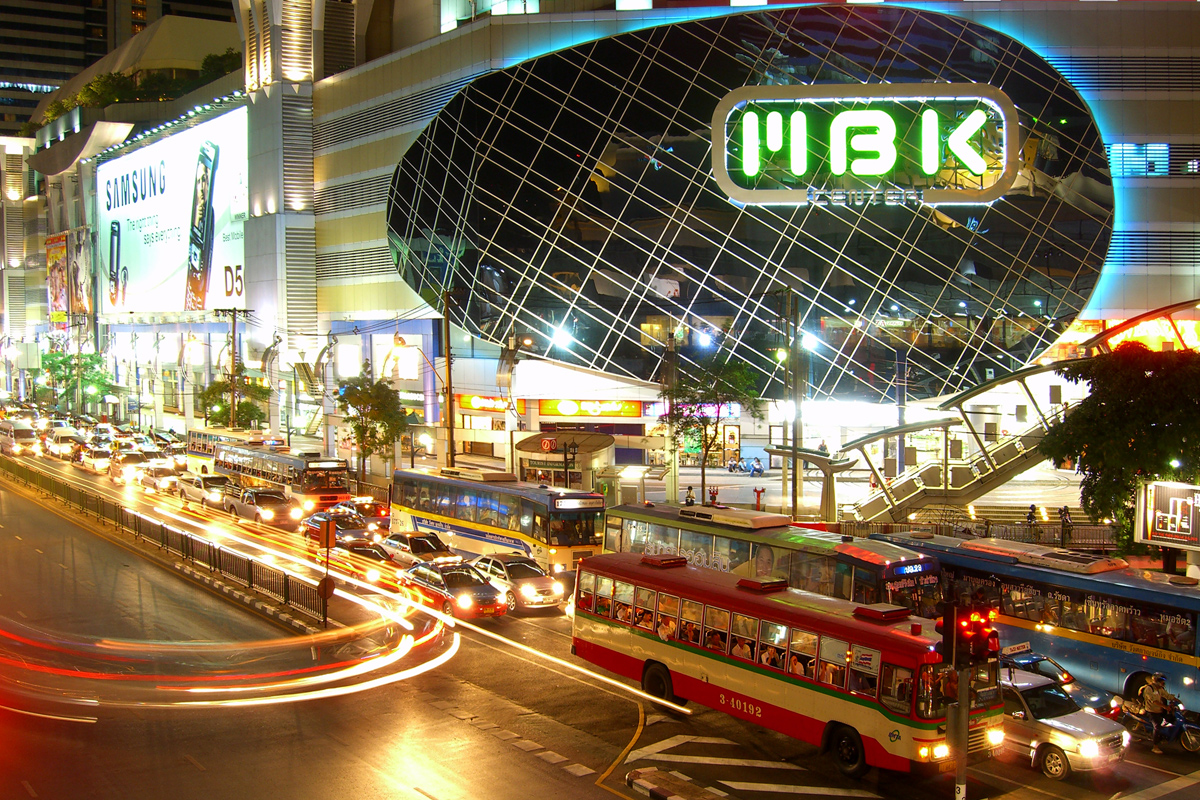
Le MBK Center
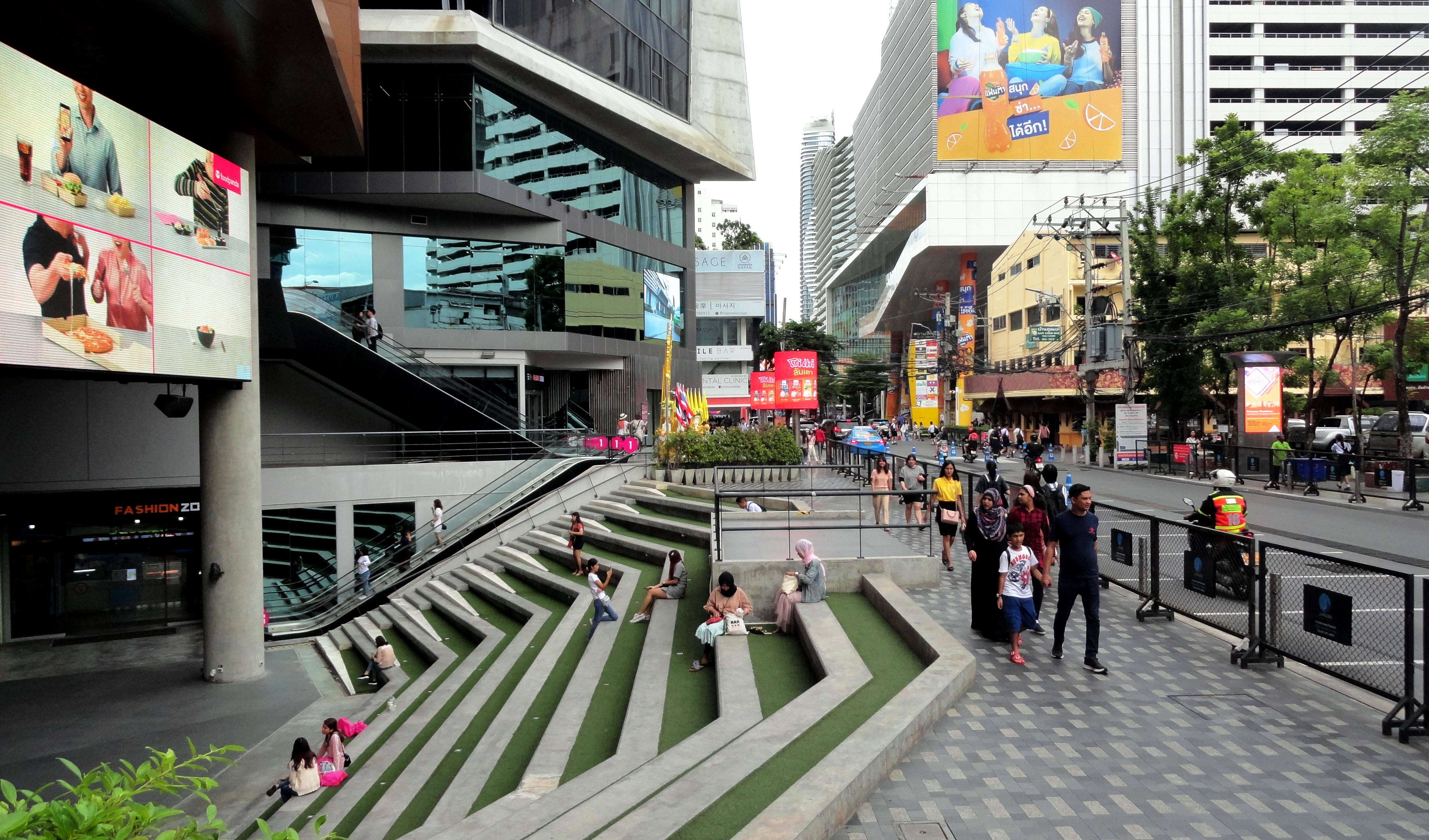
Entrée de Siam Square 1
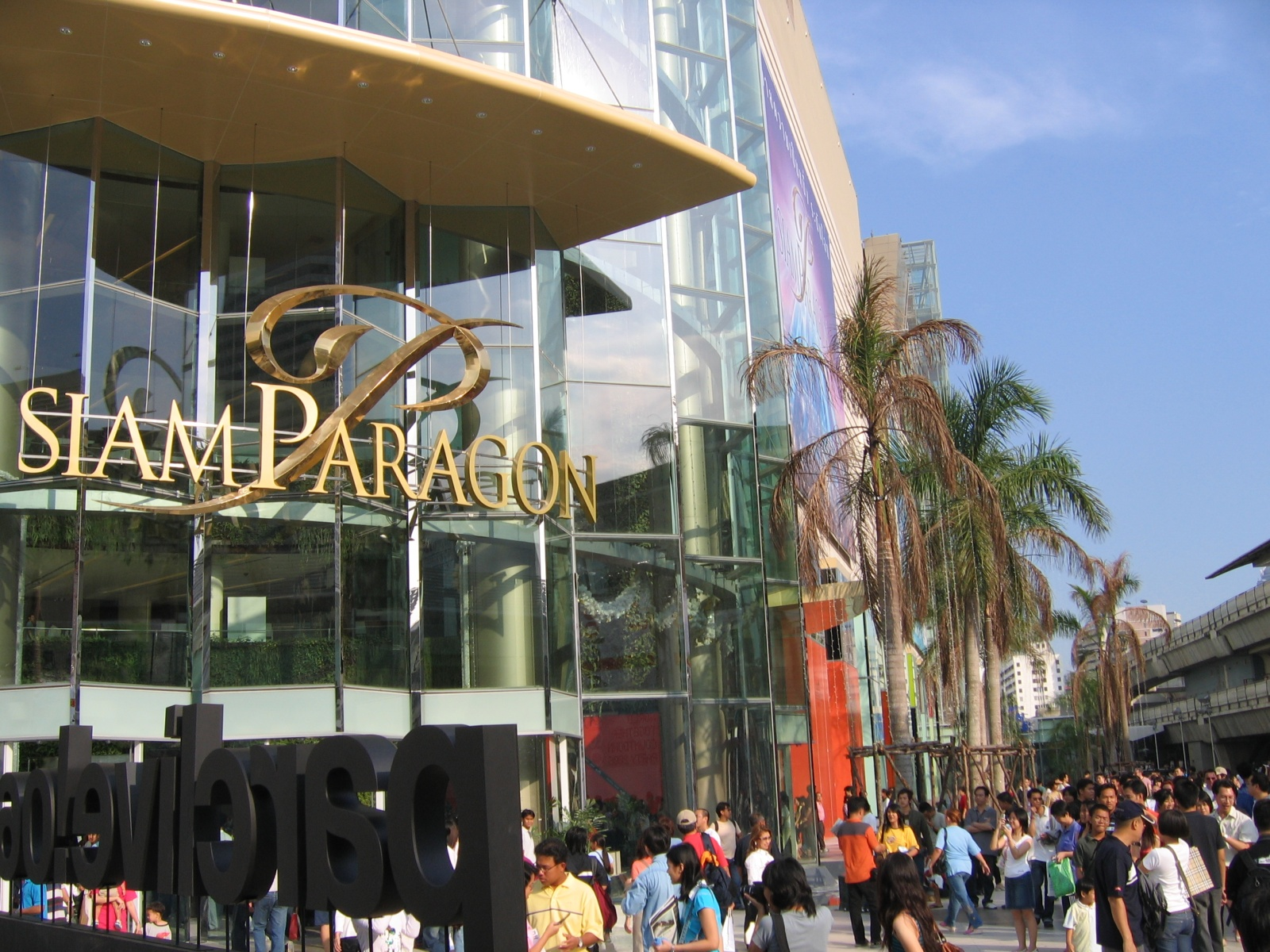
Siam Paragon
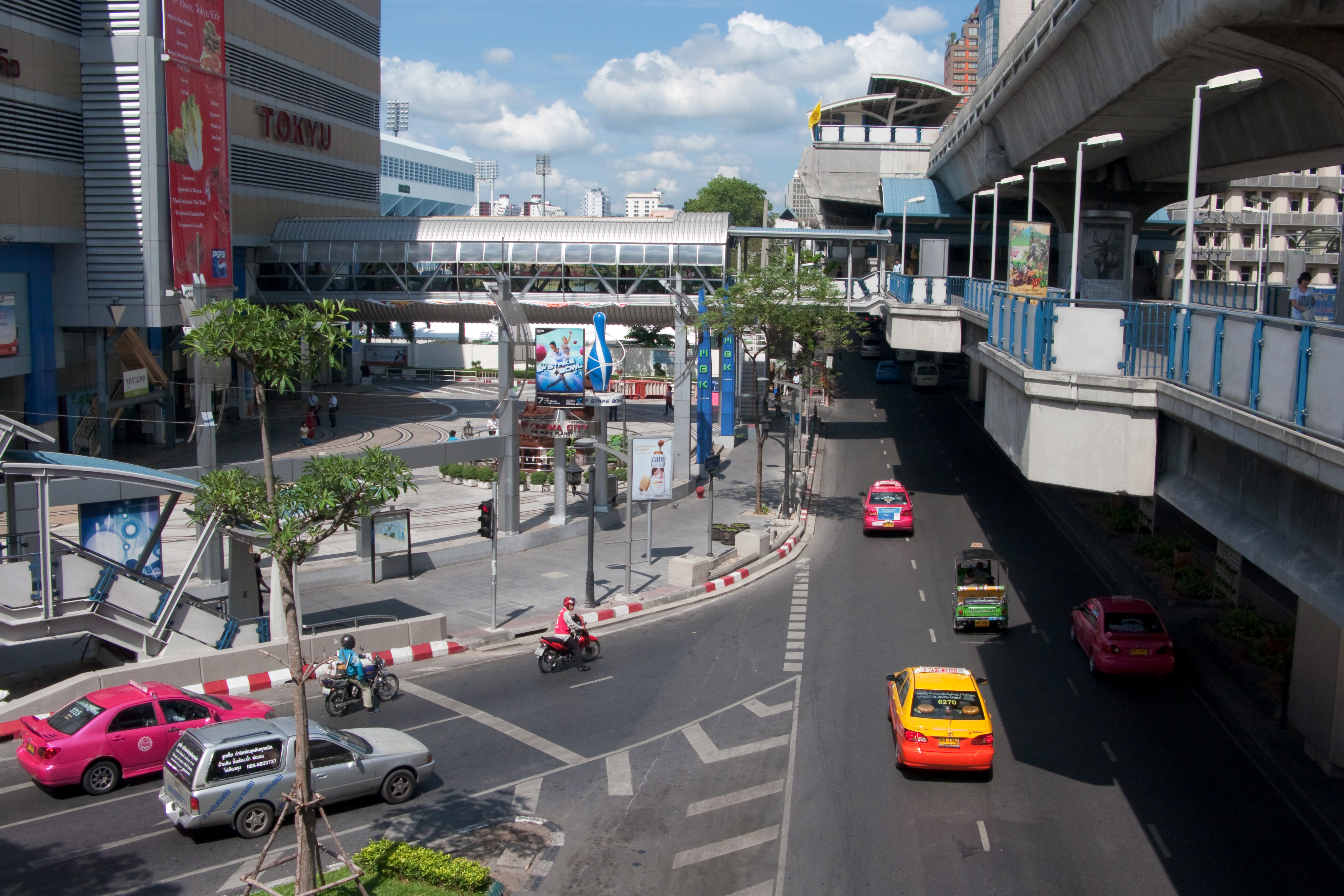
Rama I Road
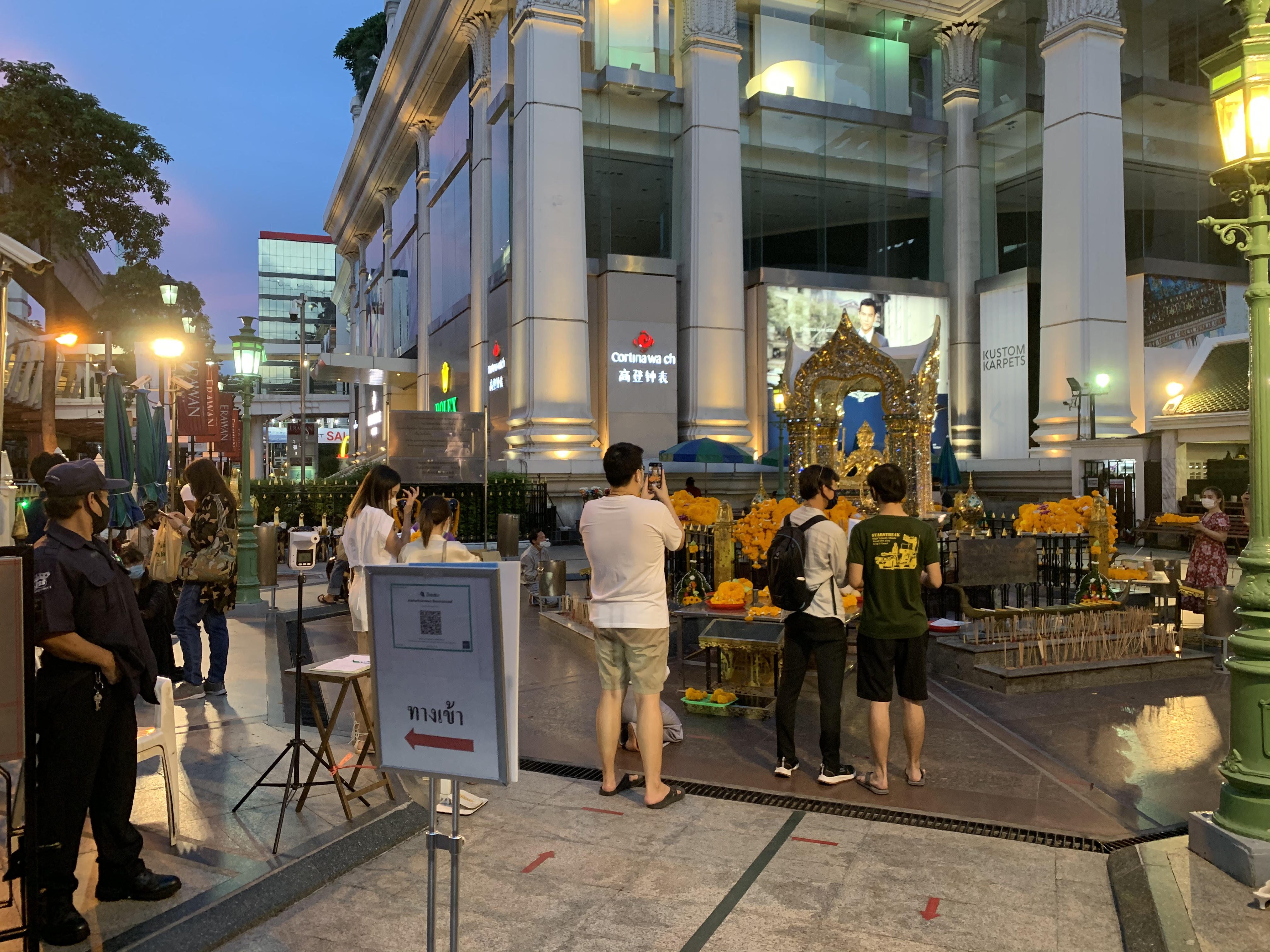
Sanctuaire d'Erawan
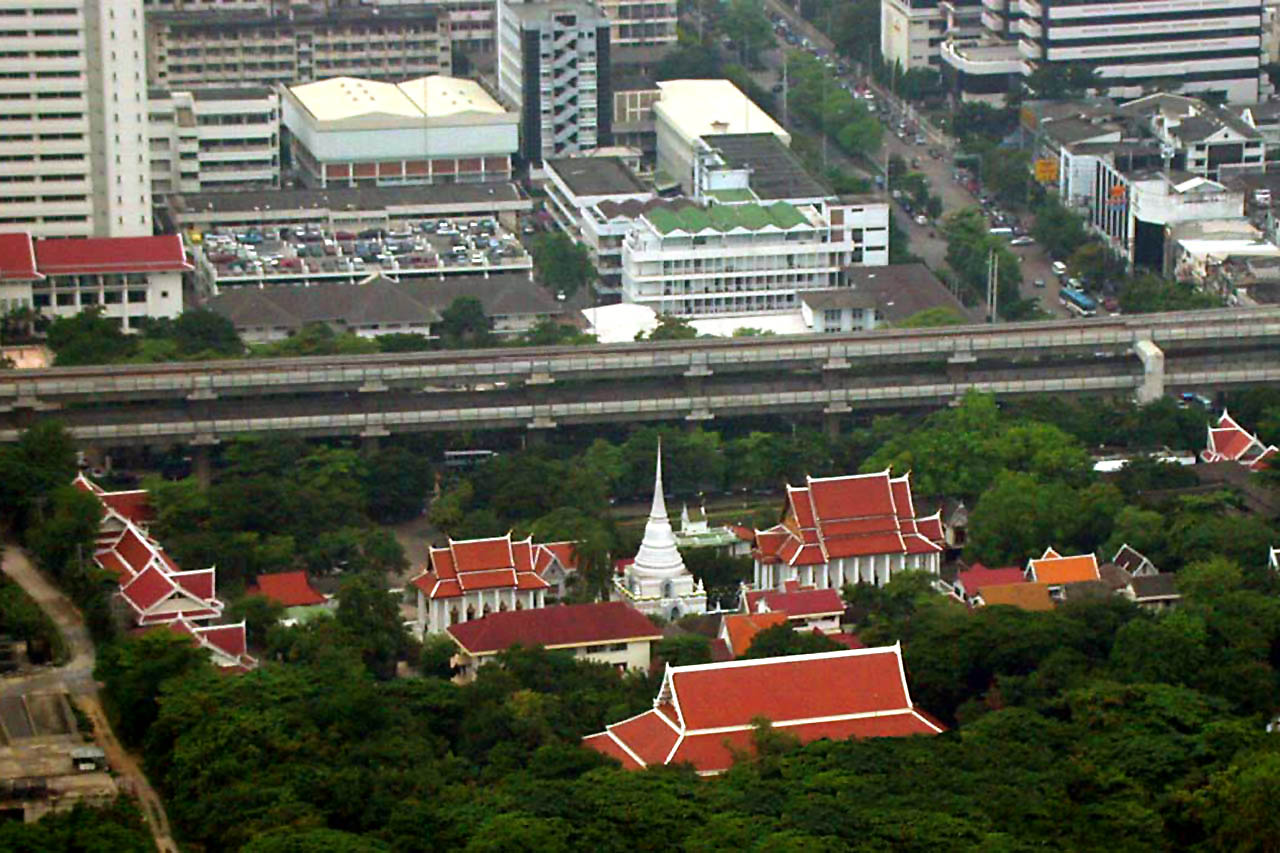
Wat Pathum Wanaram vu du gratte-ciel Baiyoke Tower II
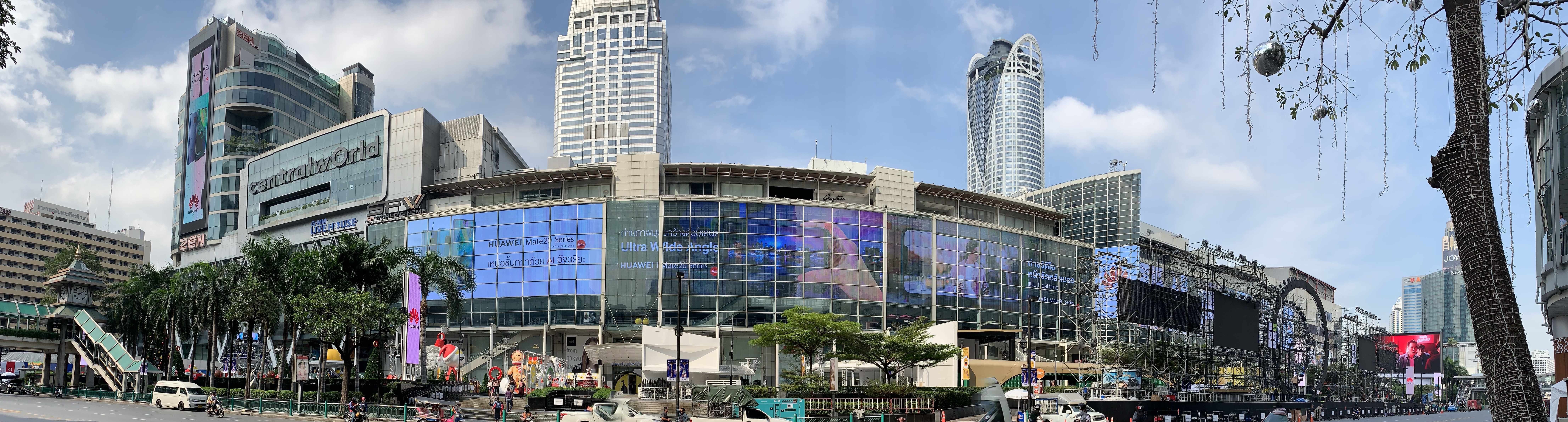
Central World
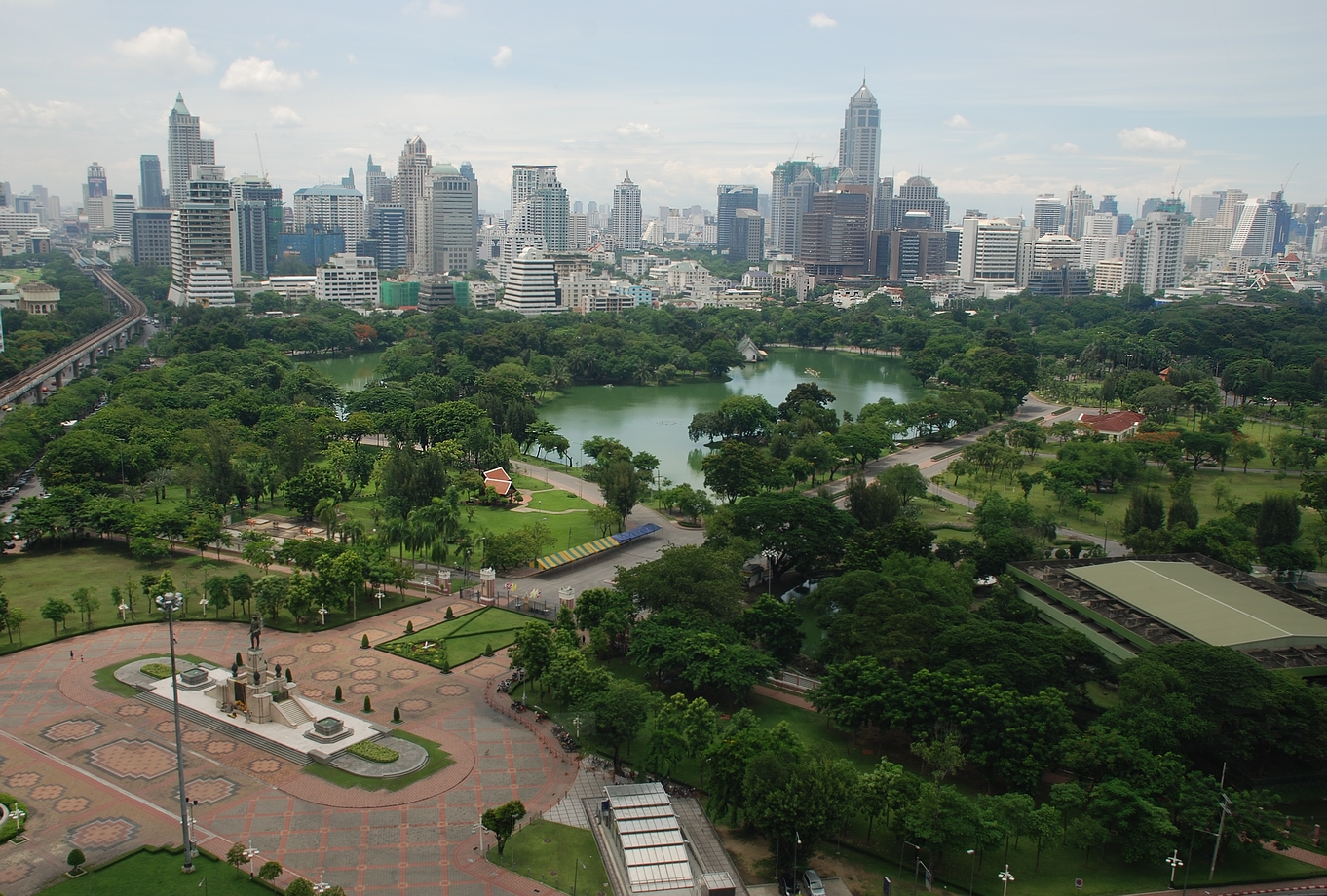
Vue aérienne du Parc Lumphini